# Zolllager

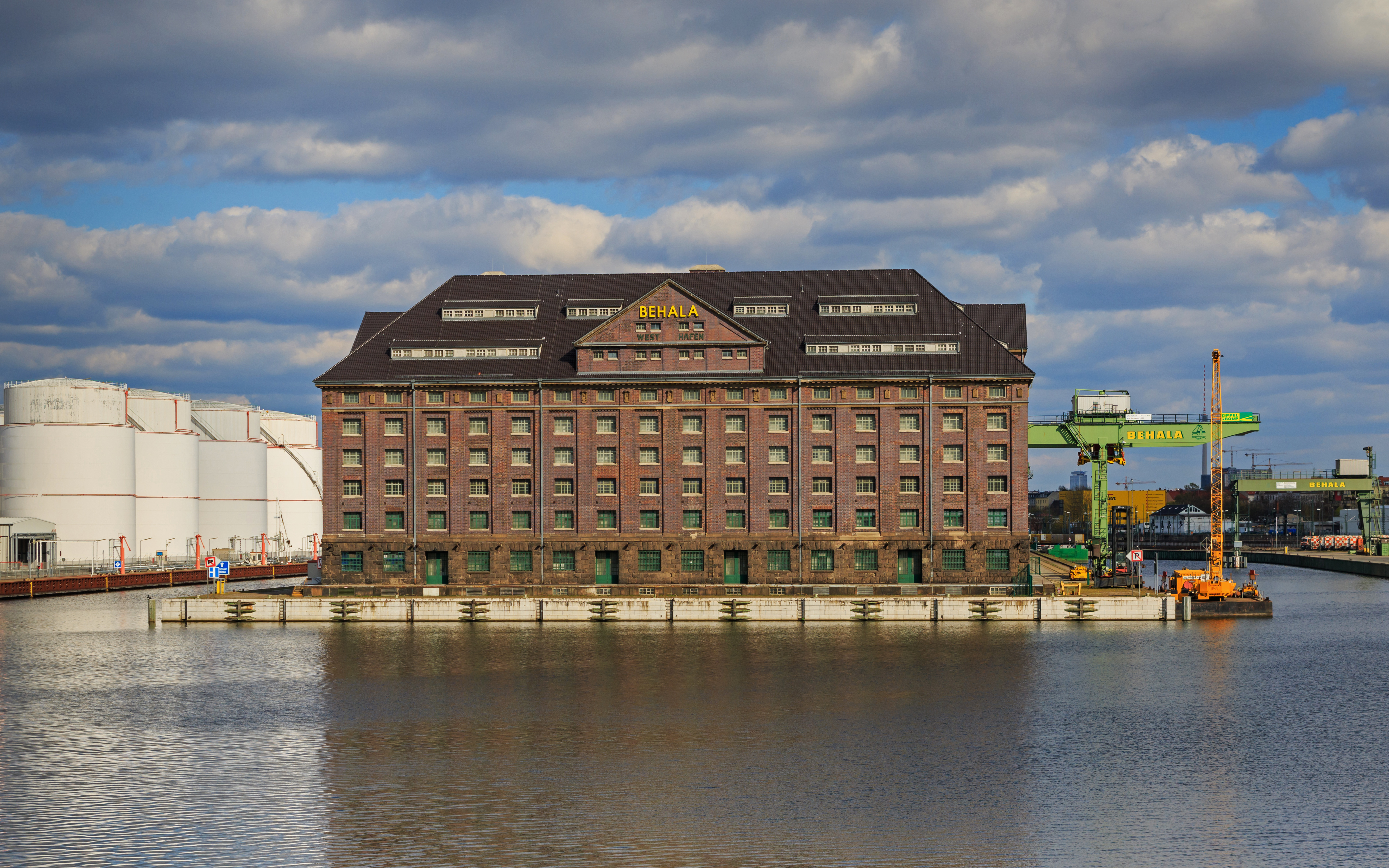
Ehemaliger Zollspeicher im Berliner Westhafen

Ein Zolllager (auch Zollspeicher oder Freeport; in der Schweiz auch: Zollfreilager) ist ein Warenlager zur unversteuerten und unverzollten Zwischenlagerung von Waren. Zudem finden handelspolitische Maßnahmen keine Anwendung.

## Funktionsweise
Diese Lager liegen unter amtlichem Zollverschluss, das bedeutet: Sie werden vom Zoll zugelassen und überwacht. Das Zolllager definiert sich hauptsächlich durch das Verfahren und weniger durch den physischen Ort, daher spricht man auch vom Zolllagerverfahren.
Motive zur Zolllagerung:
- Erstattungsfunktion
- Gestaltung von Verboten und Beschränkungen
- Kreditfunktion
- Logistik- und Transitfunktion
- Steuerung handelspolitischer Maßnahmen
- Wiederausfuhrfunktion

## Lagertypen
Nach dem Recht der Europäischen Union gibt es öffentliche (Typen A, B und F) und private Zolllager (Typen C, D und E) nach Artikel 99 ZK in Verbindung mit Artikel 525 ZK-DVO.

### Öffentliche Zolllager
Öffentliche Zolllager stehen jedem für die Lagerung von Waren zur Verfügung. Die Typen A und B werden von Spediteuren eingerichtet, Typs F sind Lager von Zollbehörden. 
- Beim Lagertyp A ist der Lagerhalter für die Ware verantwortlich, für die Überführung aber der Einlagerer.
- Beim Lagertyp B ist der Einlagerer für die Einhaltung der Vorschriften während der Lagerung und auch für die Überführung ins Lagerverfahren verantwortlich.
- Beim Lagertyp F ist die Zollbehörde der Lagerhalter.

### Private Zolllager
Private Zolllager werden eingerichtet, wenn der Lagerbedarf sehr groß ist; hier muss der Lagerhalter auch der Einlagerer sein. Ein privates Zolllager bedarf einer Bewilligung durch die Zollverwaltung nach Artikel 100 Zollkodex. Eine der wichtigsten Voraussetzungen ist, dass die Lagerdauer 30 Tage überschreitet, da ansonsten die Nutzung eines Aufschubkontos vorgesehen ist, um die Kreditfunktion anzubieten.
- Beim Lagertyp C hat der Lagerhalter nur mit der Zollbehörde Zugriff auf die Lagerwaren.
- Beim Lagertyp D hat der Lagerhalter auch ohne die Zollbehörde Zugriff auf die Lagerwaren.
- Beim Zolllager Typ E (frz. Entrepôt) muss die Lagerung nicht zwingend an einem als Zolllager zugelassenen Ort erfolgen. Es wird nur das Zolllagerverfahren genehmigt.